# Mario Dorner
Mario Dorner (* 21. März 1970 in Baden) ist ein ehemaliger österreichischer Fußballspieler und aktueller Fußballtrainer.

## Vereinskarriere
| Saison | Bewerb                  | Spiele (Tore) |
| ------ | ----------------------- | ------------- |
| 1994   | 0 Relegation Bundesliga | 02 (0)        |
| 2000   | 0 Relegation Erste Liga | 02 (0)        |
| 2001   | 0 Relegation Erste Liga | 02 (3)        |
| 2002   | 0 Relegation Erste Liga | 02 (2)        |

Dorner feierte sein Profidebüt im November 1989, als er während des 6:0-Sieges der Admira gegen den First Vienna FC, unter Trainer Ernst Weber, in der Schlussphase für Peter Artner eingewechselt wurde. Da er als Talent hinter dem etatmäßigen Dreier-Sturm der Admira, Rodax-Knaller-Schaub, die gemeinsam in dieser Zeit 116 Tore erzielen konnten, kaum Aussicht auf größere Spielanteile hatte, wurde zur Rückrunde für eineinhalb Jahre an den damaligen Drittligisten SR Donaufeld verliehen.
Nach seiner ersten Halbsaison konnte er bei den Floridsdorfern den Meistertitel in der Regionalliga Ost und den damit verbundenen Aufstieg in die 2. Division feiern. In Folge hielt er mit der Mannschaft, die lediglich mit den beiden Altstars Petar Brucic und Felix Gasselich nennenswert verstärkt wurde, die Spielklasse halten, ehe er von der Admira zurückgeholt wurde.
Die Südstätter hatten Walter Knaller an VÖEST Linz und Gerhard Rodax nach Spanien an Atlético Madrid verkauft. Als auch noch Schaub zum Lokalrivalen VfB Mödling wechselte, hatte man neben dem Neuverpflichteten Olaf Marschall, nur mehr Ernst Ogris als gelernten Stürmer im Kader. Nachdem Ogris zum Saisonbeginn verletzungsbedingt ausgefallen war, stieg Dorner unter Trainer Sigfried Held zum Back-Up für Marschall auf und kam zu 22 Bundesligaeinsätzen, davon sieben in der Startformation. Unter der Regie des damaligen Jungstars Dietmar Kühbauer, welcher gestützt von den starken Legionären Roger Ljung, Uwe Müller und Marschall erstmals konstante Leistungen zeigte, entwickelte sich die Mannschaft zu einem ernsthaften Titelkandidaten und belegte den vierten Tabellenendrang. Dorner spielte mannschaftsdienlich, konnte jedoch lediglich ein Tor erzielen und kam zum Ende der Saison, nach der Rückkehr von Ogris, nicht mehr zum Einsatz.
Bedingt durch die Rückkehr von Walter Knaller aus Linz, wurde er daraufhin zur Folgespielzeit an den damaligen Kooperationsverein der Admira, Kremser SC verliehen. In Krems entwickelte er sich zu einer Art Garant für den Klassenerhalt. Im defensiv ausgerichteten System von Trainer Johann Krejcirik, wurde er über die gesamte Saison als Solospitze aufgebracht und sorgte mit 19 Saisontoren für wichtige Punktgewinne gegen den Abstieg. Während Krems als Tabellenfünfter im Abstiegs-Play-off die Liga halten konnte, krönte sich Dorner zum Torschützenkönig der 2. Division.
Zur Folgesaison wurde er daraufhin auf Leihbasis vom gerade aus der Bundesliga abgestiegenen FC Linz verpflichtet. Sein früherer Mitspieler Walter Knaller hatte seine Karriere beendet und den Verein als Trainer übernommen. Dorner holte er als passende Ergänzung zum Linzer Stürmerstar Christian Stumpf. Die Rechnung ging auf, Dorner und Stumpf harmonierten hervorragend und erzielten gemeinsam 26 Bundesligatore, wobei 21 davon auf Stumpfs Konto gingen, der damit auch Torschützenkönig wurde. Zudem erreichte man das österreichische Cup-Finale, wo man aber klar mit 4:0 gegen den FK Austria Wien unterging. Dorner musste zugunsten des damaligen Sturmtalents Ronald Brunmayr auf der Bank Platz nehmen und kam erst in Spielminute 81. auf das Feld. In der Liga erreichte man den Vizemeistertitel hinter Lokalrivale LASK Linz und musste in die Relegation gegen den VSE St. Pölten, wo man den Aufstieg mit einem 1:2 im Auswärtsspiel und einem 3:2 zu Hause fixieren konnte. Dorner kam in beiden Spielen zum Einsatz, konnte jedoch kein Tor erzielen.
Zur Spielzeit 1994/95 wurde er von der Admira zum von ihm gerade in den Relegationsspielen besiegten VSE St. Pölten verliehen. Bedingt durch den Abstieg stand die Mannschaft vor einem massiven personellen Umbruch, die die Abgänge von Leistungsträgern wie Heimo Vorderegger und Dieter Ramusch zur Folge hatten. Im Gegenzug dazu holte man insgesamt 15 Neuzugänge, neben Dorner auch renommierte Spieler wie Manfred Kern, Volker Piesczek, Eric Orie, Gerald Glatzmayer oder Ernst Aigner, die der damalige Trainer Wilhelm Kaipel zu einem sofortigen Aufstiegsaspiranten formen sollte. Daraufhin präsentierte sich die Mannschaft tatsächlich als Spitzenteam und überwinterte mit lediglich einem Punkt Rückstand auf Tabellenführer Grazer AK an der zweiten Stelle. Vor allem das spielstarke Mittelfeld setzte mehrfach Ausrufezeichen und sorgte für einige Kantersiege. Im Winter wurde bekannt, dass sich die Vereinsführung finanziell übernommen hatte und vor einem Konkurs stünde. Als erste Konsequenz folgte ein Trainerwechsel zu Wilhelm Kreuz und die Einstellung von Prämienauszahlungen. Daraufhin brach die Mannschaft in der Rückrunde völlig ein, den in der Hinrunde teilweise überragenden- folgten zum Teil desaströse Leistungen, wodurch man schon bald den Anschluss an die beiden Aufstiegskonkurrenten GAK und SV Ried verlor. Man beendete die Saison als Tabellensechster, mit elf Punkten Rückstand auf einen Relegationsplatz. Dorner hatte gemeinsam mit Manfred Rosenegger ein solides Sturmduo gebildet, blieb mit vier Saisontoren aber weit hinter den Erwartungen zurück. Ursprünglich mit ca. 35 Millionen Schilling verschuldet, sicherte man sich den Ligaverbleib über einen Zwangsausgleich und einer Zahlung von fünf Millionen Schilling, welcher in weiterer Folge zu einer Änderung in den Richtlinien der Bundesliga führte.

### VfB Mödling
Während sein Sturmpartner Rosenegger zur Folgesaison zur Admira wechselte, gab es für Dorner nach Auslaufen seines Leihvertrages keine Rückkehr zu seinem Stammverein. Die Admira fühlte sich mit den damaligen Sturmtalenten László Klausz und Christian Mayrleb und der Verpflichtung, des im Gegensatz zu Dorner dynamischeren Rosenegger, ausreichend im Sturmbereich besetzt und ließ ihn weiterziehen. Dorner schloss sich daraufhin dem Lokalrivalen der Admira, VfB Mödling an, die mit Dorner auch gleich Orie und Piesczek aus St. Pölten mitverpflichteten. Seine erste Mödlinger Spielzeit verlief ähnlich wie die Vorsaison in St. Pölten. Die Mannschaft, gerade erst aus der Bundesliga abgestiegen und mit der Ambition die sofortige Rückkehr zu schaffen befand sich im Umbruch, beendete die Hinrunde jedoch mit lediglich einem Punkt Rückstand auf den Spitzenreiter FC Linz an der dritten Stelle. Im Winter kehrte mit Hans Krankl der frühere Erfolgstrainer aus Bundesligazeiten zum Verein zurück, was eine kurzzeitige Euphoriewelle auslöste. Die Rückrunde entwickelte sich jedoch zu einem Desaster für den Verein, an deren Ende man mit 22 Punkten Rückstand auf den Meister FC Linz den Wiederaufstieg klar verpasst und lediglich den enttäuschenden vierten Tabellenrang belegte. Dorner erfüllte mit sieben Saisontoren zwar die Erwartungen, hatte aber in der Rückrunde, wie die gesamte Mannschaft stark in seinen Leistungen abgebaut. Als Konsequenz verordnete Präsident Hans-Werner Weiss dem Verein einen drastischen Sparkurs, der den Abgang fast aller Leistungsträger zur Folge hatte. Als arrievierte Feldspieler blieben lediglich Dorner, Franz Resch und Andreas Poiger dem Verein erhalten. Im Gegenzug holte der Verein fast ausschließlich Talente, wobei lediglich die beiden von der WSG Wattens verpflichteten Stefan Köck und Arnold Schwellensattl bereits Profierfahrung gesammelt hatten. Dementsprechend befand sich die Mannschaft auch über die gesamte Saison im unteren Bereich der Tabelle, schaffte jedoch trotz der Unerfahrenheit den sicheren Klassenerhalt. Nachdem es aus finanziellen Gründen in der Sommerpause zur Fusion des Vereins mit dem Lokalrivalen FC Admira/Wacker gekommen war, entschied sich Dorner einen Wechsel ins Ausland zu versuchen.

### Motherwell FC
Über Vermittlung des damals nicht unumstrittenen Managers Edi Brunner, absolvierte er daraufhin gemeinsam mit Mannschaftskamerad Resch ein Probetraining beim schottischen Premier-League-Klub FC Motherwell, bei dem beide den damaligen Trainer Alex McLeish überzeugen konnten. Zuvor hatten beide bereits beim FC St. Johnstone vorgespielt und entsprochen, einen Vertrag wegen schlechter Konditionen jedoch abgelehnt. Kurz nach Vertragsunterzeichnung verweigerte die Admira jedoch die Freigabe für einen Wechsel der beiden Spieler und forderte eine Ablösesumme. Durch die Fusion zwischen Mödling und der Admira gab es mehrere Ungereimtheiten über die Vertragssituation der Spieler. Während Brunner den Standpunkt vertrat, dass beide Spieler ablösefrei wären, ließ die Admira verlautbaren, dass man mit beiden für die neue Saison planen würde. In Folge kam es zu zähen Verhandlungen zwischen allen Parteien, ehe die Admira nach Zahlung einer unbekannten Ablösesumme doch die Freigabe erteilte. Zuvor hatte sich vor allem McLeish für die Verpflichtung starkgemacht und beide als Wunschspieler bezeichnet, wodurch beide Spieler mit großen Vorschusslorbeeren in die Saison starteten. Es folgten zwei Liga- und zwei League-Cup, in denen Dorner gemessen an der Erwartungshaltung, im Gegensatz zu Resch, nicht überzeugen konnte und bereits früh als Flop bezeichnet wurde. Nach dem Einzug ins League-Cup Achtelfinale Ende August 1997 gab Mcleish daraufhin bekannt, dass beide Spieler lediglich mit einem „Trial-Vertrag“ über drei Monate ausgestattet wurden und dieser vom Verein nicht verlängert wird.

### Darlington FC
Knapp einen Monat später kam Dorner abermals im Doppelpack mit Resch beim englischen Traditionsverein FC Darlington in der Football League Third Division unter. Nach einem Testspiel, in dem beide ein Tor zum 2:0-Sieg gegen die Reserve von Newcastle United erzielen konnten, nahm sie der Verein diesmal bis zum Saisonende unter Vertrag. Der Wechsel kam einer kleinen Sensation gleich, da es zuvor für einen englischen Viertligisten unüblich gewesen war, nicht-britische Spieler zu verpflichten. Der neubestellte Darlington-Trainer David Hodgson versuchte jedoch, die aufgrund des noch frischen Bosman-Urteils neuen Möglichkeiten auszunützen und lud unzählige ausländische Spieler zu Probeeinheiten ein. Zuvor hatte er mit dem Kanadier Jason de Vos bereits einen Spieler verpflichtet, der als einer der stärksten Verteidiger in die Geschichte des Vereins eingehen sollte. Dorner erarbeitete sich daraufhin schnell den Status des Publikumsliebling, schloss die Spielzeit mit zehn Saisontoren als bester Torschütze des Vereins ab und wurde am Ende der Spielzeit von den Fans des Vereins zum Spieler des Jahres gewählt. Der als Ex-Internationale eigentlich höher eingestufte Resch geriet hingegen, bedingt durch mehrere kleine Verletzungen, ins Hintertreffen und verlor zum Saisonende seinen Stammplatz. Daraufhin verlängerte der Verein den Vertrag von Dorner um ein weiteres Jahr, während Resch zurück nach Österreich zum FC Lustenau wechselte. Durch die Verpflichtung von Marco Gabbiadini, der in den Folgejahren über 50 Pflichtspieltore für die Quakers erzielen konnte und zum besten Darlington-Spieler aller Zeiten gewählt wurde, verlor auch Dorner seinen Stammplatz und kam die gesamte Spielzeit als Joker zum Einsatz. Über die Saison erzielte er dadurch lediglich drei Ligatore, war aber aufgrund seines körperbetonten und aufopfernden Spielstils den Status bei den Fans weitaus beliebter, als der oftmals überheblich agierende Gabbiadini. Trotzdem verlängerte der Verein seinen Vertrag zum Saisonende nicht, woraufhin er ebenfalls wie Resch mit einem Jahr Verspätung zurück in die Heimat zum FC Lustenau in die Regionalliga West wechselte.

### FC Lustenau
Neben Resch, der nach einer Saison bereits zum Kapitän der Mannschaft aufgestiegen war, traf er mit Spielertrainer Eric Orie und Gerald Obrecht auf weitere frühere Teamkameraden aus St. Pölten- und Mödling Zeiten. Im Ländle avancierte Dorner fortan auf Anhieb zum absoluten Leistungsträger und hatte mit 22 Saisontoren großen Anteil am Meistertitel der Mannschaft in der RLW. Den Aufstieg in die zweite Liga verpasste der Verein jedoch klar mit einem Gesamtscore von 1:6 in den Aufstiegsrelegationsspielen gegen den SV Mattersburg. 2000/01 folgte Roger Prinzen, ein weiterer Ex-Profi, dem Ruf des Vereins, woraufhin sich Lustenau, mit Dorner als Toptorjäger, nochmals steigern konnte. Mit einem Torverhältnis von +71 schaffte man abermals souverän den Meistertitel in der Regionalliga West. Dorner krönte sich mit 35 Saisontoren zum Torschützenkönig der Liga. In der Relegation bekam man es daraufhin mit dem First Vienna FC zu tun, den man nach einem 3:0 im Heimspiel und einem 3:3 unentschieden auswärts bezwingen konnte und erstmals den Aufstieg in den Profifußball schaffte. Dorner war in beiden Spielen insgesamt 158 Minuten im Einsatz und hatte mit drei Toren abermals einen großen Anteil am Erfolg. Während der Saisonvorbereitung im Juli 2001 zog sich Dorner im Testspiel gegen den FC Hard einen Achillessehnenriss zu und drohte die gesamte folgende Spielzeit auszufallen. Der Verein, der zuvor mit Stürmerroutinier Bruno Friesenbichler bereits einen Back-Up für Dorner unter Vertrag genommen hatte, verzichtete in Folge auf eine weitere Stürmerverpflichtung, wodurch über die gesamte Saison die Offensive der Mannschaft ohne große Durchschlagskraft agierte. Dorner feierte nach erfolgreicher Rehabilitation zur Rückrunde zwar ein verfrühtes Comeback, war aber merkbar nicht voll leistungsfähig und konnte somit die Offensivleistung nicht signifikant verbessern. Mit 22 Punkten belegte Lustenau daraufhin den letzten Tabellenplatz, aufgrund des wirtschaftlichen Ausscheidens des SV Braunau, bekam man trotzdem die Möglichkeit im dritten Jahr hintereinander in die Relegation zu gehen. Gegner war der Wiener Sportklub, den man nach einem 0:0 auswärts, mit einem 4:0 daheim besiegen konnte und sich somit doch noch den Klassenerhalt sicherte. Dorner war mit zwei Toren abermals maßgeblich für die Erfolgreiche Relegation. Nach einer kompletten Vorbereitung, präsentierte sich Dorner zur Folgespielzeit wieder in alter Stärke belegte mit dem Verein über die gesamte Spielzeit einen Platz im Mittelfeld der Liga. Mit zwölf Saisontoren war er zudem wieder bester Torschütze seiner Mannschaft und fünftbester Torschütze der Liga. Daraufhin spielte er noch ein Halbjahr in Lustenau, ehe er im Winter der Spielzeit 2003/04 auf eigenen Wunsch seinen Vertrag mit dem Verein auflöste, um wieder näher in seiner Heimat im Osten von Österreich leben zu können.
In Folge bemühte sich der Wiener Sportklub lange um eine Verpflichtung des Spielers, der jedoch überraschend zum SC Ritzing in die Burgenlandliga wechselte. Mit den Ritzingern feierte er daraufhin den Meistertitel und Aufstieg in die Regionalliga Ost, wo er noch bis zur Winterpause für den Verein aktiv war und anschließend seine Karriere im Amateurbereich beim SC Neudörfl und dem SK Wiesmath ausklingen ließ. Von 2006 bis 2008 betreute er als Spielertrainer den ASK Operpetersdorf, von 2008 bis 2011 in derselben Funktion die SVG Gumpoldskirchen, wo er aktuell (Stand Mai 2017) im Jugendbereich tätig ist.

## Nationalmannschaft
Auf internationaler Ebene kam Dorner zu drei Einsätzen für die österreichische U-21 Nationalmannschaft. Sein Debüt feierte er am 10. April 1990 im Freundschaftsspiel gegen Ungarn, als er in Spielminute 33 für Herfried Sabitzer eingewechselt wurde. 1991 folgten noch zwei weitere Freundschaftsspiele für das Olympia-Team II, welche aber offiziell als U-21 Länderspiele gewertet werden.

## Erfolge
- 1 × Torschützenkönig der 2. Division: 1993
- 1 × Torschützenkönig der Regionalliga West: 2001
- 1 × Österreichischer Cupfinalist: 1994
- 2 × Meister der Regionalliga West: 2000, 2001
- 1 × Meister der Burgenlandliga: 2004